# Rimularia hepaticola
Rimularia hepaticola är en lavart som beskrevs av Kantvilas & Coppins. Rimularia hepaticola ingår i släktet Rimularia och familjen Trapeliaceae.   Inga underarter finns listade i Catalogue of Life.